# Conioscinella xyloryctae
Conioscinella xyloryctae är en tvåvingeart som beskrevs av Spencer 1978. Conioscinella xyloryctae ingår i släktet Conioscinella och familjen fritflugor. Inga underarter finns listade i Catalogue of Life.